# Renren
Renren (chinois simplifié : 人人网 ; pinyin : Rénrén wǎng, « tout le monde » en français) est un réseau social chinois entré en bourse le 4 mai 2011.
En août 2009, Xiaonei a changé officiellement de nom pour s'appeler Renren (人人), avec comme nom de domaine www.renren.com.

## Dimensions
D'après la rédaction du site www.BeijingReview.com, en novembre 2007, Xiaonei possédait de 8,8 millions d'utilisateurs actifs et environ 15 millions d'utilisateurs moins ou non actifs inscrits sous leur vrai nom.
Xiaonei.com est considéré comme le réseau social étudiant le plus puissant en Chine: 96,2 % de ses utilisateurs en sont originaires et 0,084 % des internautes mondiaux se connectaient tous les jours en juin 2007.

## Histoire
Xiaonei a été créé en décembre 2005 par des étudiants de l'Université de Tsinghua, Wang Huiwen, Lai Binqiang et Jacky. 

En octobre 2006, Xiaonei.com fut racheté par l'Oak Pacific Interactive (OPI), un consortium internet Chinois qui avait déjà créé un site social 5Q.

Le 30 avril 2008, Softbank (une banque d'investissement japonaise) acheta 14 % des actions de l'OPI pour un montant total de 10 milliards de Yen (JPY).

Le 4 mai 2011, ce réseau social de 160 millions de membres entre en bourse à New York dans une opération à 734 millions de dollars.